# Häljarps församling
Häljarps församling är en församling i Frosta-Rönnebergs kontrakt i Lunds stift. Församlingen ligger i Landskrona kommun i Skåne län och utgör ett eget pastorat.

## Administrativ historik
Församlingen bildades 2010 genom en sammanslagning av Saxtorp-Annelövs och Asmundtorp-Tofta församlingar och utgör sedan dess ett eget pastorat.

## Kyrkobyggnader

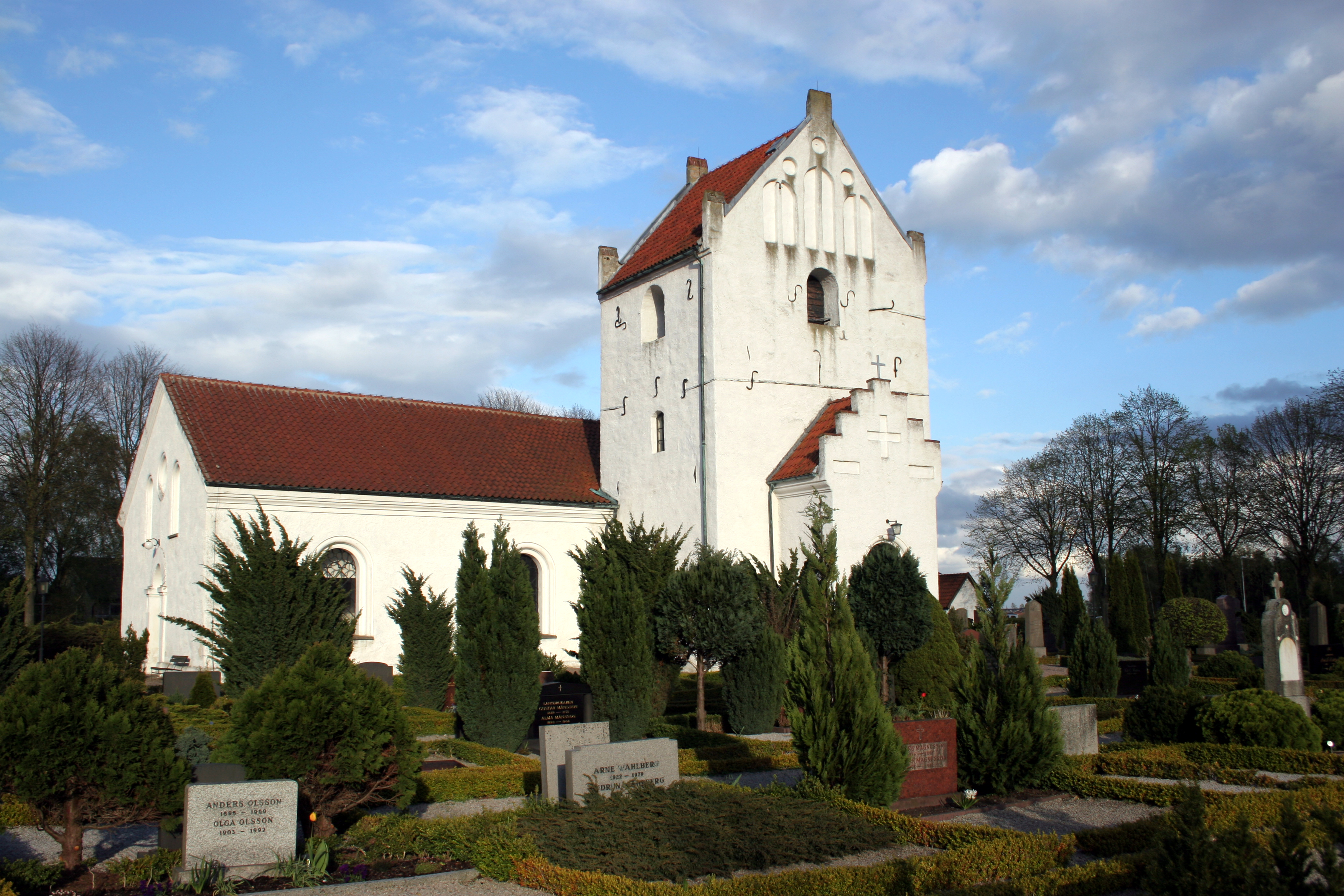
Annelövs kyrka
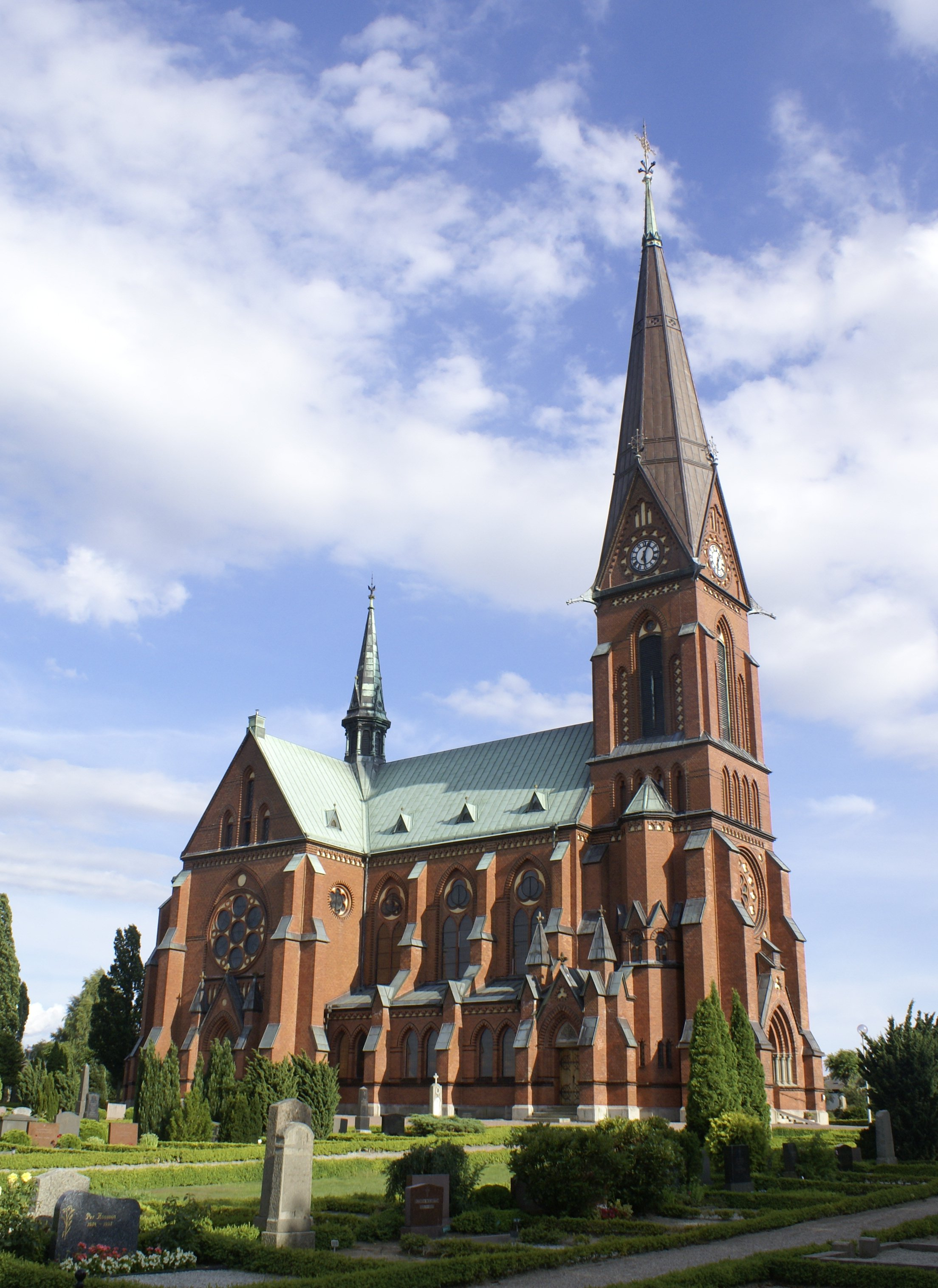
Asmundtorps kyrka
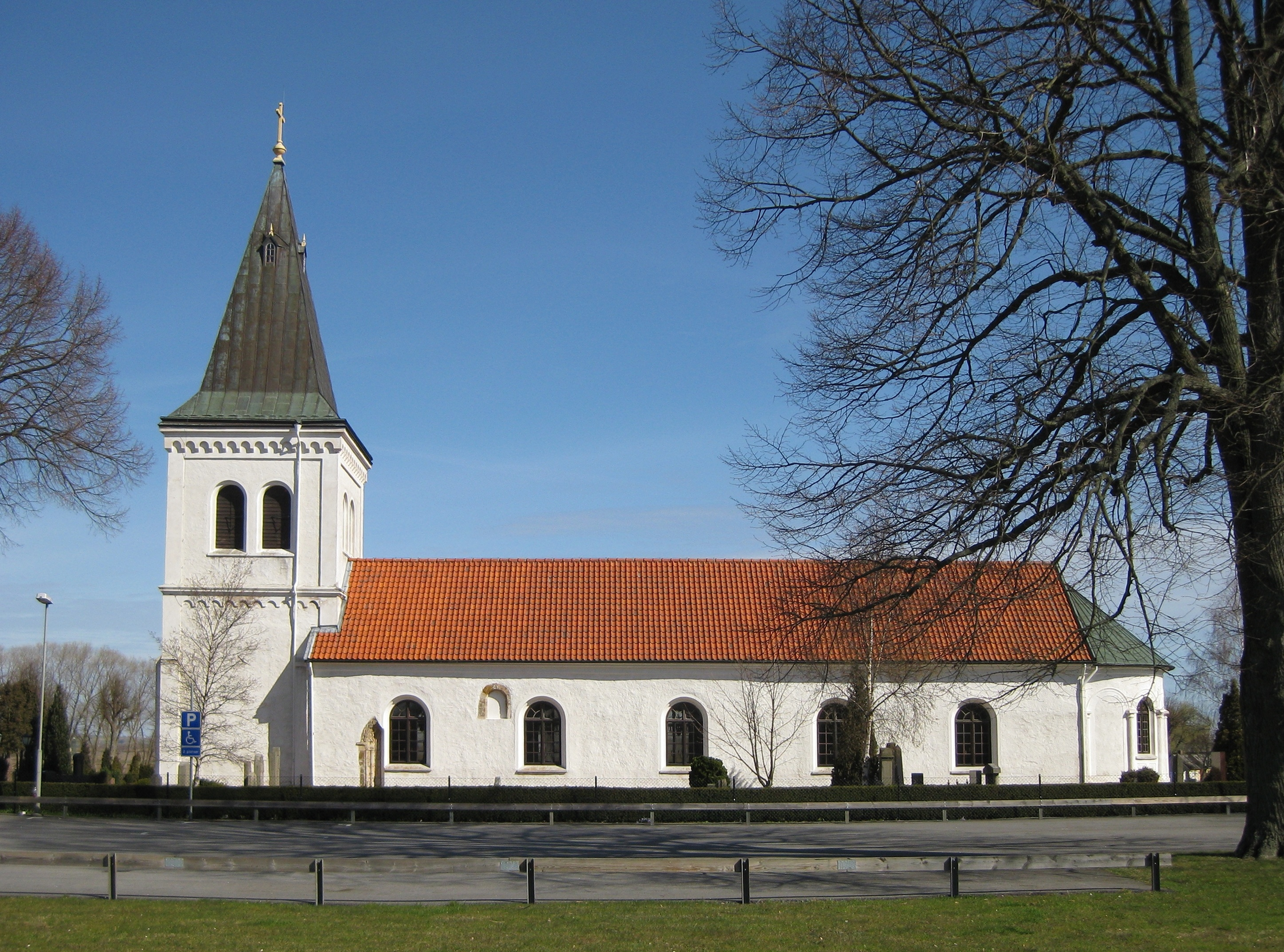
Saxtorps kyrka
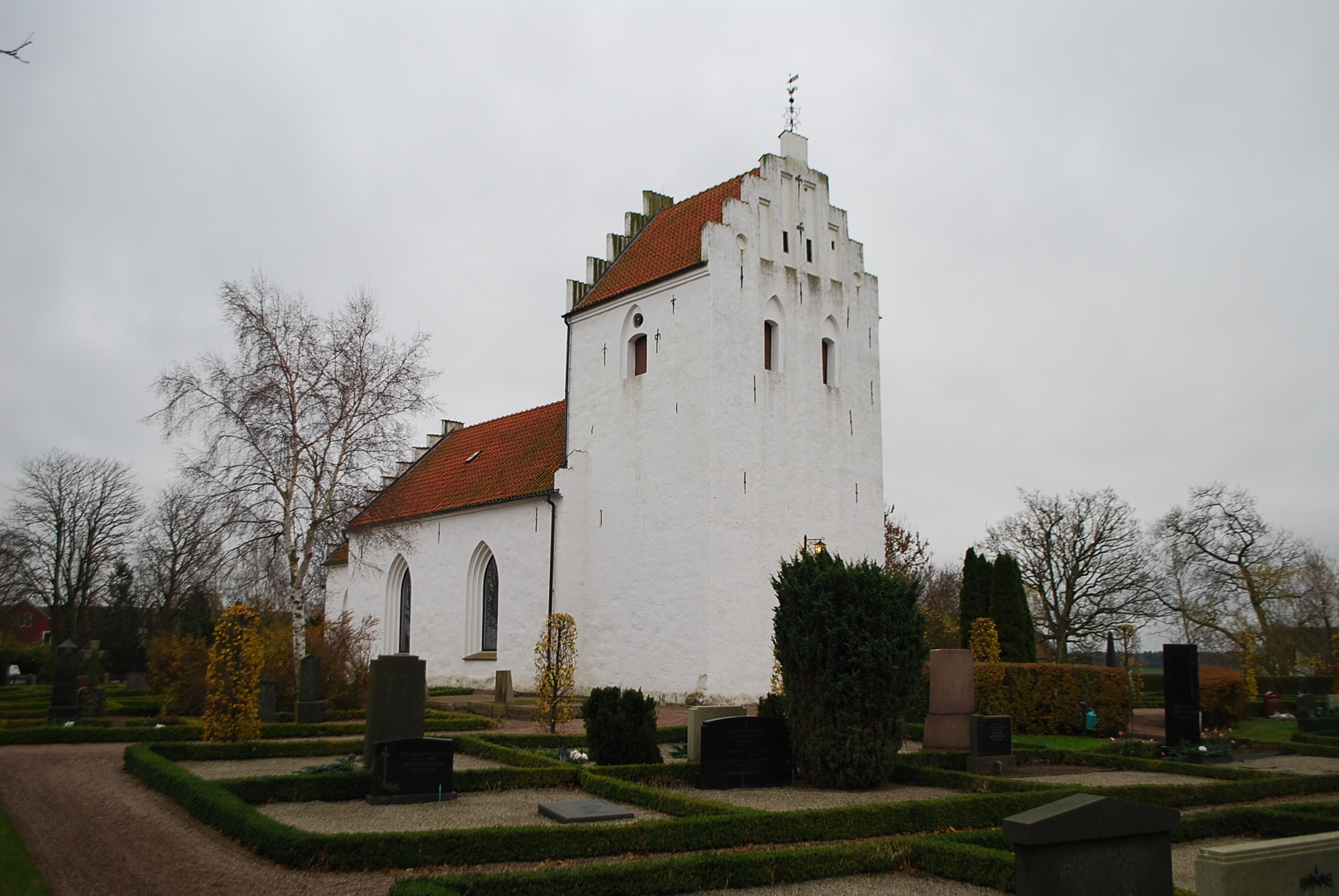
Tofta kyrka